# Anatoli Garšnek
Anatoli Garšnek (ur. 17 listopada 1918 w Vana-Irboska, zm. 24 października 1998 w Tallinnie) – estoński kompozytor oraz pedagog.

## Życiorys
Anatoli Garšnek ukończył w 1937 roku gimnazjum w Petseri  i rozpoczął w tym samym roku studia w Konserwatorium w Tallinnie w klasie kompozycji pod kierunkiem profesora Heino Ellera. W 1939 roku jego studia przerwała służba w Siłach Obronnych Republiki Estonii. Po zakończeniu II wojny światowej kontynuował studia w Państwowym Konserwatorium w Tallinnie.
Był zatrudniony w Państwowym Konserwatorium w Tallinnie od 1954 roku aż do śmierci. Od 1962 roku był docentem, od 1965 roku – p.o. profesora, od 1986 roku – profesorem oraz od roku 1994 – profesorem emerytowanym. W latach 1968–1978 kierował Katedrą Kompozycji i Muzykologii.
Jego studentami w klasie kompozycji byli m.in. Anti Marguste, Hans Hindpere, Raimond Lätte, Enn Vetemaa, Mati Kuulberg, René Eespere, Toomas Siitan.
Jego synem jest kompozytor Igor Garšnek.

## Twórczość
Twórczość Garšneka była mocno związana z miejscem jego narodzin, z muzyką ludową Setomaa, np. cykl wokalny Viis setu laulu (1953, tekst: poezja ludowa oraz Lea Tormis) oraz suita na chór żeński Peipsi laulud (1961, tekst: poezja ludowa). Barwny koloryt ludowy mają również jego wielkie dzieła, m.in. I Symfonia (1953) oraz Kwintet fortepianowy (1955). 
Oprócz utworów inspirowanych muzyką ludową ważną rolę w jego twórczości odgrywają wielkie formy wokalno-symfoniczne o tematyce historycznej oraz społecznej.